# Euphorbia terracina
Euphorbia terracina är en törelväxtart som beskrevs av Carl von Linné. Euphorbia terracina ingår i släktet törlar, och familjen törelväxter. Inga underarter finns listade i Catalogue of Life.